# Aartsbisdom Concepción

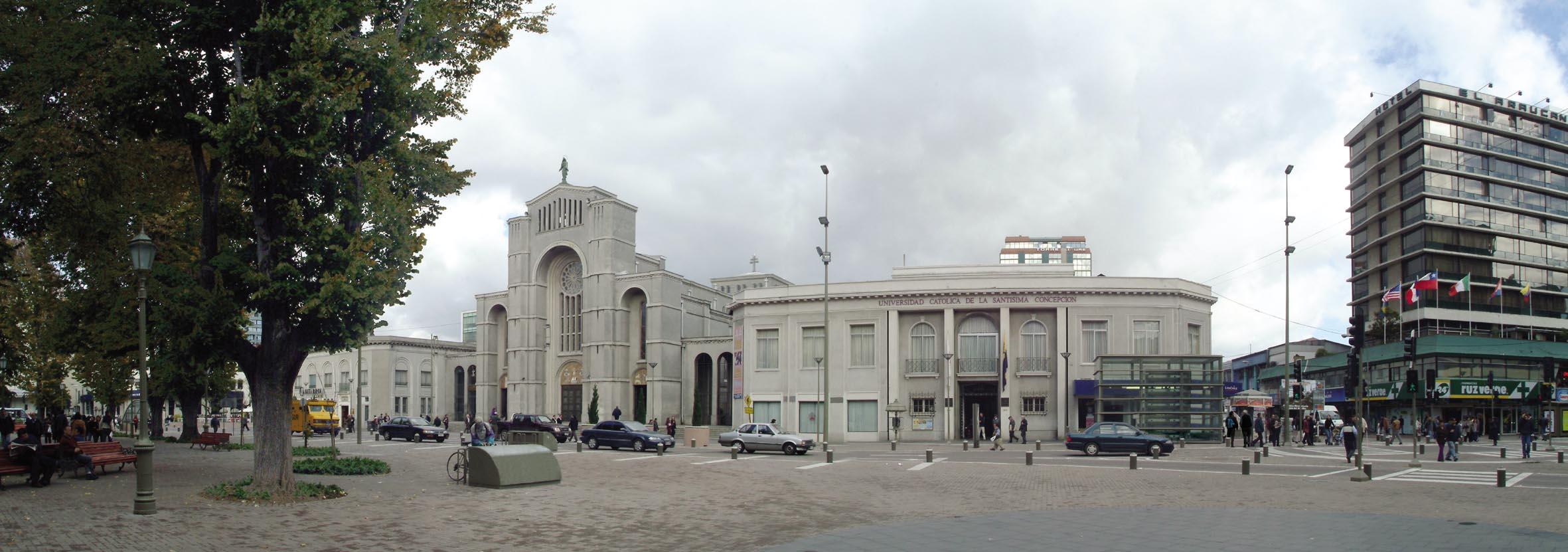
Universidad Católica de la Santísima Concepción

Het aartsbisdom Concepción (Latijn: Archidioecesis Sanctissimae Conceptionis, Spaans: Arquidiócesis de la Santísima Concepción) is een van de 5 rooms-katholieke aartsbisdommen van Chili. De zetel bevindt zich in de stad Concepción, hoofdstad van de regio Biobío.
De suffragane bisdommen zijn Chillán, Los Ángeles, Temuco, Valdivia en Villarrica. Ontstaan in 1563, werd de zetel van Concepción pas op 20 mei 1939 verheven tot aartsbisdom.